# Les Astres Football Club de Douala
Les Astres Football Club de Douala es un equipo de fútbol de Camerún situado en la localidad de  Douala y fundado en 2002. Son miembros de la Federación Camerunesa de Fútbol.

## Palmarés
- Subcampeón de la Elite One (3): 2009-10, 2010-11, 2013.

- Subcampeón de la Copa de Camerún (4): 2007, 2009, 2010, 2021.

## Participación en competiciones de la CAF
| Temporada | Torneo                       | Ronda          | Club                   | Casa  | Visita | Global      |
| --------- | ---------------------------- | -------------- | ---------------------- | ----- | ------ | ----------- |
| 2006      | Copa Confederación de la CAF | Preliminar     | USCA Bangui            | 2-0   | 3-1    | 5-1         |
| 2006      | Copa Confederación de la CAF | 1              | Petro Luanda           | 2-2   | 1-2    | 3-4         |
| 2007      | Copa Confederación de la CAF | Preliminar     | JS Talangaï            | 2-0   | 1-0    | 3-0         |
| 2007      | Copa Confederación de la CAF | 1              | Tema Youth             | w.o.1 | w.o.1  | w.o.1       |
| 2007      | Copa Confederación de la CAF | 2              | Sport Luanda e Benfica | 1-1   | 0-3    | 1-42        |
| 2007      | Copa Confederación de la CAF | Play-Off       | Étoile du Congo        | 2-0   | 1-2    | 2-3         |
| 2007      | Copa Confederación de la CAF | Fase de grupos | CS Sfaxien             | 1-1   | 0-3    | 4º Lugar    |
| 2007      | Copa Confederación de la CAF | Fase de grupos | TP Mazembe             | 1-2   | 1-2    | 4º Lugar    |
| 2007      | Copa Confederación de la CAF | Fase de grupos | Mamelodi Sundowns      | 1-0   | 1-2    | 4º Lugar    |
| 2008      | Copa Confederación de la CAF | 1              | AS Maniema Union       | 2-0   | 0-0    | 2-0         |
| 2008      | Copa Confederación de la CAF | 2              | AS Vita Club           | 0-0   | 1-1    | 1-1 (a)     |
| 2008      | Copa Confederación de la CAF | Play-Off       | JS Kabylie             | 1-1   | 0-1    | 1-2         |
| 2011      | Liga de Campeones de la CAF  | Preliminar     | US Bitam               | 0-0   | 0-0    | 0-0 (3-5 p) |
| 2012      | Liga de Campeones de la CAF  | Preliminar     | DFC 8                  | 2-1   | 0-1    | 2-2 (a)     |
| 2014      | Liga de Campeones de la CAF  | Preliminar     | Akonangui FC           | 3-0   | 1-0    | 4-0         |
| 2014      | Liga de Campeones de la CAF  | 1              | TP Mazembe             | 1-1   | 0-3    | 1-4         |

1- Tema Youth fue descalificado por no presentarse al partido de ida.

2- Sport Luanda en Benfica fue descalificado por alinear a jugadores no inscritos para el torneo.